# Primera División (Chile) 1933
Die Primera División 1933, auch unter dem Namen Campeonato Nacional de Fútbol Profesional bekannt, war die 1. Saison der Primera División, der höchsten Spielklasse im Fußball in Chile. Die Saison begann am 22. Juli 1933 und endete mit dem Entscheidungsspiel um die Meisterschaft am 5. November 1933.
Teilnehmer waren nur Teams aus Santiago. Die Meisterschaft der ersten Saison gewann CD Magallanes.

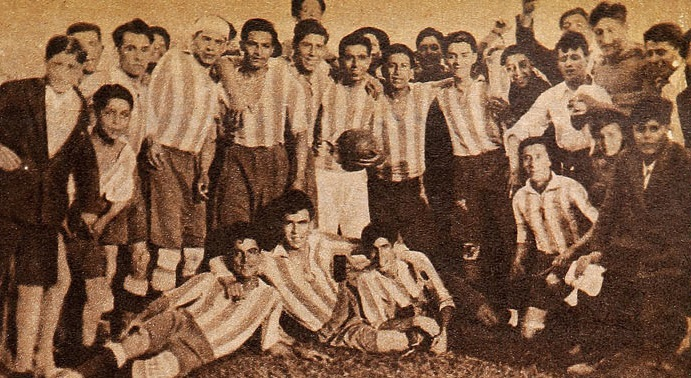
Die Meistermannschaft von 1933: CD Magallanes

## Modus
Die acht Teams aus Santiago spielen in einer Ligatabelle jeder gegen jeden. Sieger ist die Mannschaft mit den meisten Punkten. Bei Punktgleichheit der ersten beiden Plätze entscheidet ein Playoff-Spiel auf neutralem Boden.

## Tabelle
| Pl.             | Verein                  | Sp. | S | U | N | Tore    | Diff. | Punkte |
| --------------- | ----------------------- | --- | - | - | - | ------- | ----- | ------ |
| 1.              | CD Magallanes           | 7   | 6 | 0 | 1 | 023:800 | +15   | 12:20  |
| 2.              | CSD Colo-Colo           | 7   | 6 | 0 | 1 | 023:900 | +14   | 12:20  |
| 3.              | Badminton FC            | 7   | 4 | 1 | 2 | 023:120 | +11   | 09:50  |
| 4.              | Unión Española          | 7   | 2 | 2 | 3 | 010:130 | −3    | 06:80  |
| 5.              | Audax Italiano          | 7   | 3 | 0 | 4 | 014:230 | −9    | 06:80  |
| 6.              | Morning Star Sport Club | 7   | 2 | 1 | 4 | 012:180 | −6    | 05:90  |
| 7.              | CD Green Cross          | 7   | 1 | 1 | 5 | 013:210 | −8    | 03:11  |
| 8.              | Santiago National FC    | 7   | 1 | 1 | 5 | 010:240 | −14   | 03:11  |
| Stand: Endstand |                         |     |   |   |   |         |       |        |

## Entscheidungsspiel
Durch die Punktgleichheit am Ende der Saison wurde die Meisterschaft durch ein Entscheidungsspiel entschieden. Beide Teams bereiteten sich in der Nähe von Santiago auf das Spiel vor, Magallanes in Peñaflor und Colo-Colo in Apoquindo. Das Spiel fand vor 4.000 Zuschauern im Campos de Sports de Ñuñoa in Santiago statt.
| Datum     |               | Ergebnis  |               | Ort                                 |
| --------- | ------------- | --------- | ------------- | ----------------------------------- |
| 5.11.1933 | CSD Colo-Colo | 1:2 (1:1) | CD Magallanes | Campos de Sports de Ñuñoa, Santiago |

Durch das Tor von Alberto Bravo in der 6. Minute ging Colo-Colo früh in Führung, doch Arturo Carmona glich in der 10. Minute aus. In der 71. fiel dann der Siegtreffer für Magallanes durch ein Eigentor von Colo-Colos Clodomiro Lorca. Dies bedeutete gleichzeitig den Sieg von Magallanes in der ersten nationalen Meisterschaft Chiles.

## Beste Torschützen
| Rang | Spieler           | Klub           | Tore |
| ---- | ----------------- | -------------- | ---- |
| 1    | Luis Carvallo     | CSD Colo-Colo  | 9    |
| 2    | Humberto Roa      | Morning Star   | 7    |
| 3    | José Avendaño     | CD Magallanes  | 6    |
|      | Alberto Bravo     | CSD Colo-Colo  | 6    |
|      | Aurelio González  | Badminton FC   | 6    |
|      | Juan Pacheco      | CD Magallanes  | 6    |
|      | Eduardo Rodríguez | CD Green Cross | 6    |